# Rhapsody (système de musique en ligne)
Pour les articles homonymes, voir Rhapsody.
Rhapsody est un magasin de musique en ligne géré par RealNetworks et lancé en décembre 2001. En juin 2008, Rhapsody a lancé une offre de téléchargement de musiques au format MP3 (sans DRM), pour concurrencer le iTunes Store d’Apple.
Le 1er décembre 2011, Best Buy a vendu Napster à Rhapsody. 